# 다나에

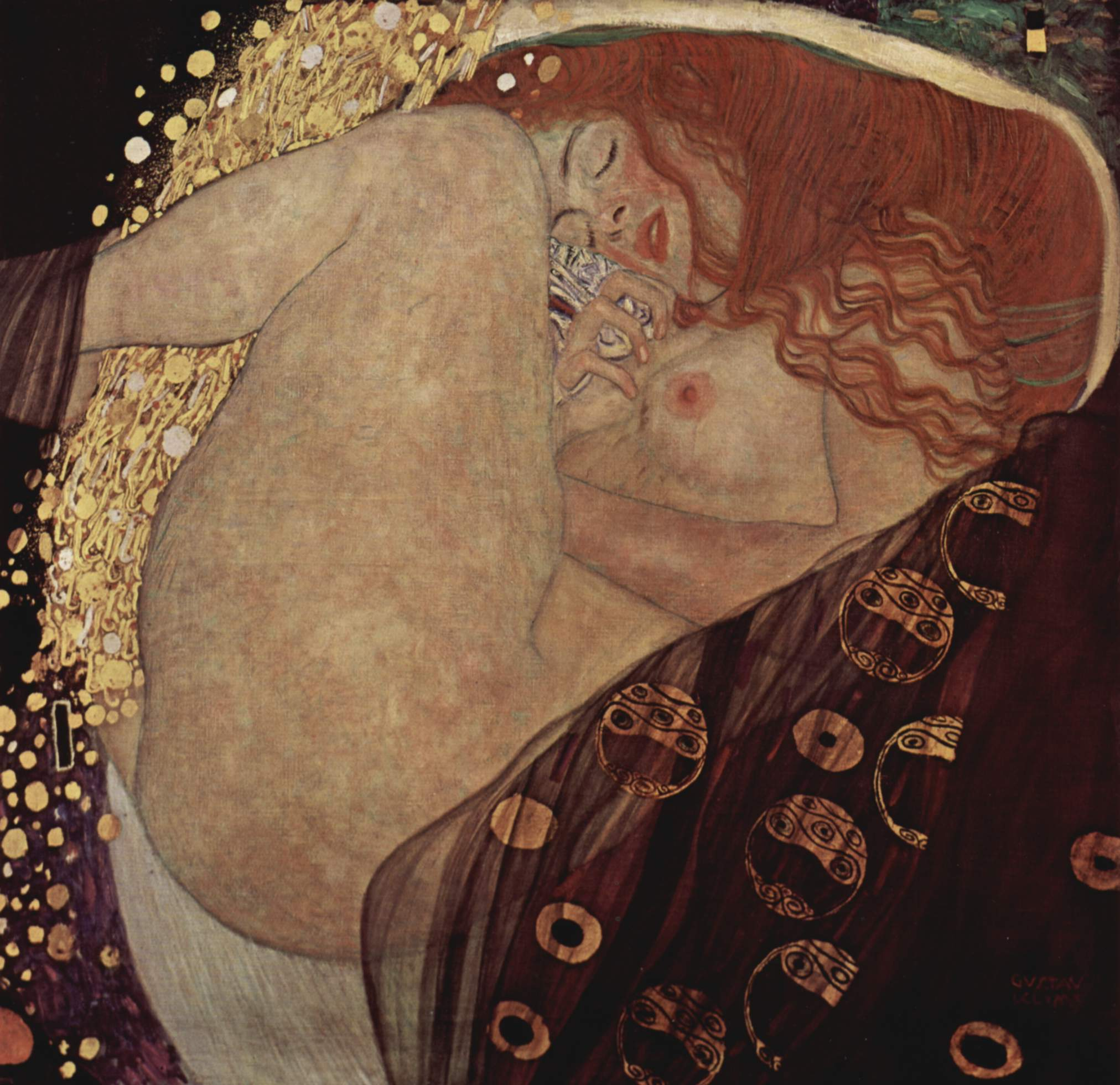
구스타프 클림트가 묘사한 다나에

다나에(그리스어: Δανάη)는 이오의 후손중 아르고스의 왕 아크리시오스와 에우리디케의 딸이며 페르세우스의 어머니이다.
공주는 있으나 왕자가 없어 걱정을 하던 아크리시오스는 예언자를 찾아갔다가 자신이 땅 끝에서 자신의 외손자에게 살해당할 것이라는 신탁을 들었다. 겁이 난 아크리시우스는 아직 처녀인 딸이 아이를 낳지 못하도록 청동 탑에 가두어 두었다. 그러나, 우연히 다나에를 발견한 제우스가 금빛 비로 모습을 바꾸어 방으로 스며든 뒤 다나에를 임신시켰다. 다나에는 곧 영웅 페르세우스를 낳았다.
제우스의 분노를 두려워한 아크리시우스는 딸 다나에와 외손자 페르세우스를 차마 죽이지는 못하고 상자에 넣어 바다로 던져 버린다. 제우스의 부탁을 받은 포세이돈은 상자가 바다에 가라앉거나 파도에 휩쓸리지 않도록 보호했다. 상자는 세리포스의 바닷가에 닿았고, 폴리덱테스 왕의 동생이자 어부인 딕티스가 상자를 발견했다. 딕티스는 다나에와 페르세우스를 극진히 대접했고, 특히 페르세우스를 자기 아들처럼 잘 길렀다. 그러나 딕티스의 형인 폴리덱터스 왕은 아름다운 다나에와 결혼하기 위해 페르세우스에게 메두사의 머리를 가져오라는 위험한 임무를 주어 떠나 보낸뒤 죽이려 획책했다.
폴리덱터스의 기대와는 달리 페르세우스는 헤르메스신과 아테나 여신의 도움을 받아 메두사를 죽이고 안드로메다를 구출한다. 신탁을 들은 페르세우스는 아르고스로 가는 대신 라리사로 향했다. 그 곳에서 열리는 창 던지기 대회에 참가한 페르세우스가 던진 창은 우연히 그 자리에 와 있던 외할아버지 아크리시우스를 꿰뚫는다. 이렇게 하여 예언자의 신탁은 실현되었다.
세리포스로 돌아온 페르세우스는 억지로 다나에와 결혼하려는 폴리덱터스를 죽이고 인정 많은 양부 딕티스를 왕위에 올렸다.
다나에는 렘브란트나 구스타프 클림트의 작품에서도 등장한다.